# Les Blessures invisibles
Les Blessures invisibles (The Brave) est un roman britannique de l'écrivain Nicholas Evans paru en 2010. Traduit par Nathalie Cunnington, il a paru en français le 1er février 2012 chez Albin Michel.
Un roman, dit-il lui-même, « terminé entre la vie et la mort, après une grave intoxication. »
Par sa faute, par une légèreté dont il se sent encore coupable, l'auteur en 1995 de L'Homme qui murmurait à l'oreille des chevaux a frôlé le drame, histoire dont il s'est servi dans ce roman. Un jour de l'été 2008, il ramasse dans une forêt écossaise des champignons vénéneux ressemblant à des cèpes… lui-même, sa femme Charlotte et son beau-frère sont conduits à l'hôpital et placés sous dialyse. C'est dans ces conditions qu'il reprend l'écriture de ce roman.
C'est un roman à la Dickens. Le jeune Tommy Bedford subit des châtiments corporels dans un pensionnat anglais. Débuts de vie très difficiles, terribles pour ce jeune garçon confronté au sadisme de certains adultes et à la vindicte de ses camarades d'étude. Il finira par s'enfuir le plus loin possible… jusqu'en Californie où il part rejoindre Diane sa grande sœur -en fait sa mère- qui a épousé Ray Montane, acteur vedette d’une série western et est en passe de faire une belle carrière à Hollywood.
Mais Hollywood se révèle n'être guère que l'envers d'un décor où il retrouve la violence qu'il avait fuie. Le Western n'est plus qu'un mythe éculé sauvé par les merveilleuses cavalcades qu'il effectue avec un dresseur de chevaux de cinéma et lui permettent encore un peu de rêver. Mais cette part de sombre qu'il garde en lui, dont il ne peut se défaire, marquent au fer ses difficultés relationnelles qui rejailliront sur celles qu'il aura avec sa femme et surtout avec son fils. Même si Nicholas Evans a tenu à ce que son roman se termine sur une note positive.

## Revue critique
« Comment ne pas être touché par Tommy qui, dans les années cinquante, à l'âge de huit ans, est victime de châtiments corporels dans un pensionnat anglais ? Les descriptions de la cruauté des enseignants, mais aussi de celle des élèves entre eux, rappellent l'atmosphère des romans de Dickens. Cette justesse de ton s'explique facilement quand on sait qu'à cette même époque, l'auteur était lui aussi pensionnaire outre-Manche…
Pas étonnant si, une fois adulte, Tommy reste marqué par les traumatismes de son enfance. Les stigmates du passé éclairent d'une lumière sombre ses difficultés avec sa femme puis avec son fils. Nicholas Evans écrit notamment des pages poignantes sur une relation père-fils houleuse. Et ne boudons pas notre plaisir s'il opte pour un happy end à l'américaine. Une façon de rappeler que dans la fiction, comme dans la vie réelle, la possibilité du bonheur, malgré les épreuves, n'est pas un mythe.  »

 Blaise de Chabalier - Le Figaro du 9 février 2012